# Кевин Дилон
Кевин Брејди Дилон (енгл. Kevin Brady Dillon; рођен у Њу Рошелу, Њујорк, 19. август 1965), амерички је филмски и ТВ глумац.
Његов брат је познати амерички глумац Мет Дилон.
Познат је по улогама у филмовима: Вод, Мехур убица, Непосредна породица, Дорси и др. Од 2004. до 2011. играо је улогу Џонија „Драме” Чејса, једног од главних ликова у хумористичној телевизијској серији Свита, за ову улогу је био номинован за награду Златни глобус (2008) и био је номинован за Еми за три године за редом (2007, 2008, 2009).